# Bill S. Hansson
Bill S. Hansson, född 12 januari 1959, är en svensk neuroetolog.

## Biografi
Hansson studerade biologi vid Lunds universitet och disputerade 1988 på en avhandling om feromoner hos insekter och deras betydelse för fortplantning. Han blev så småningom professor i kemisk ekologi, först i Lund och sedan vid Sveriges Lantbruksuniversitet i Alnarp.
År 2006 blev han utsedd till direktör vid Max Planckinstitutet för kemisk ekologi i Jena, Tyskland. Han leder avdelningen för evolutionär neuroetologi och studerar neurobiologiska och beteenderelevanta aspekter av samspelet mellan insekter och deras värdväxter, med fokus på hus insekter uppfattar och tolkar dofter och hur detta omsätts i ett beteendesvar.
Från juni 2014 till juni 2020 var han vice president för Max Planck-sällskapet.
Hans vetenskapliga publicering har (2025) enligt Scopus över 21 000 citeringar och ett h-index på 76.
Hansson är hedersprofessor vid Friedrich-Schiller-Universität i Jena, gästprofessor vid SLU, Alnarp och är medlem i bland annat Kungl Vetenskapsakademien, Kungl Skogs- och Lantbruksakademien och the Royal Entomological Society.